# کتایون شهابی
کتایون شهابی (زادهٔ ۱۹۶۸) مدیر عامل مؤسسه رسانه بین‌المللی شهرزاد است. وی در سال‌های ۱۳۸۵ تا ۱۳۹۱ عضو هیئت مدیره انجمن تهیه‌کنندگان سینمای مستند ایران بود. شهابی در اردیبهشت ۱۳۹۵ به عنوان یکی از اعضای هیئت داوران بخش مسابقه جشنواره فیلم کن ۲۰۱۶ انتخاب شد.

## فعالیت حرفه‌ای
شهابی دانش‌آموخته رشته ادبیات فرانسه در مقطع دکترا است. وی فعالیت خود را در زمینه سینما از ابتدای دهه ۱۳۶۰ در بنیاد سینمایی فارابی آغاز کرد. شهابی از سال ۲۰۰۱ به فعالیت در بخش خصوصی روی آورد و به عنوان مدیرعامل شهرزاد اینترنشنال مدیا در زمینه صادرات محصولات فرهنگی سینمایی به خارج از ایران و پخش این آثار در عرصه جهانی فعالیت می‌کند.

وی در سال ۱۳۸۹ به عنوان صادرکننده نمونه خدمات فرهنگی، هنری، سینمایی و سمعی بصری که فعالیت‌های گسترده جهانی در معرفی و توسعه صادرات این بخش انجام داده، انتخاب شد. شهابی در سال ۲۰۱۲ نیز شرکت فرانسوی نوری پیکچرز را در پاریس تأسیس کرد که فیلم‌های قصه‌ها، چهارشنبه ۱۹ اردیبهشت و ناهید از فیلم‌های توزیع شده توسط این شرکت می‌باشد.

شهابی در تاریخ ۲۶ شهریور سال ۹۰ همراه با محسن شهرنازدار، هادی آفریده، ناصر صفاریان، شهرام بازدار و مجتبی میرطهماسب به اتهام همکاری با بی‌بی‌سی فارسی بازداشت شد
وی پس از پنجاه و چهار روز بازداشت در زندان اوین، در تاریخ ۱۸ آبان ۹۰ با قرار وثیقه ۲۰۰ میلیون تومانی از زندان آزاد شد.

همچین از دیگر افتخارات کتایون شهابی می‌توان به انتخاب شدن به عنوان یکی از داوران بخش رقابتی شصت و نهمین جشنواره فیلم کن در سال ۲۰۱۶ اشاره کرد.

## فیلم‌شناسی
- فیلم مستند از ایران یک جدایی (تهیه‌کننده)[۱۰]
- فیلم مستند کمی بالاتر (تهیه‌کننده)
- ماهی (منشی صحنه ۱۳۶۶)